# هوراس نيلسون
هوراس نيلسون (بالإنجليزية: Horace Nelson)‏ هو سياسي أمريكي، ولد في 1878، وتوفي في 1962. انتخب عضو مجلس نواب مين.